# Tuvalu mo te Atua
"Tuvalu mo te Atua" ('Tuvalu voor de Almachtige') is het volkslied van Tuvalu sinds 1978. Het lied is gemaakt door Afaese Manoa. De titel van het volkslied is ook het nationale motto en staat als zodanig op het Tuvaluaanse wapen.

## Tuvaluaanse tekst
Tuvalu mo te Atua
Ko te Fakavae sili,
Ko te alu foki tena,
O te manuia katoa;
Loto lasi o fai,
Tou malo saoloto;
Fusi ake katoa
Ki te loto alofa;
Kae amo fakatasi
Ate atu fenua.
"Tuvalu mo te Atua"
Ki te se gata mai!
Tuku atu tau pulega
Ki te pule mai luga,
Kilo tonu ki ou mua
Me ko ia e tautai.
"Pule tasi mo ia"
Ki te se gata mai,
Ko tena mana
Ko tou malosi tena.
Pati lima kae kalaga
Ulufonu ki te tupu.
"Tuvalu ko tu saoloto"
Ki te se gata mai!
Onafhankelijke staten: Australië · Fiji · Kiribati · Marshalleilanden · Micronesia · Nauru · Nieuw-Zeeland · Palau · Papoea-Nieuw-Guinea · Salomonseilanden · Samoa · Tonga · Tuvalu · Vanuatu
Afhankelijke gebieden: Amerikaans-Samoa · Cookeilanden · Frans-Polynesië · Guam (onofficieel) · Nieuw-Caledonië · Niue · Noordelijke Marianen · Norfolk · Pitcairneilanden · Tokelau-eilanden · Wallis en Futuna